# Nyssodrysina corticalis
Nyssodrysina corticalis är en skalbaggsart som först beskrevs av Bates 1864. Nyssodrysina corticalis ingår i släktet Nyssodrysina och familjen långhorningar.
Artens utbredningsområde är:
- Costa Rica.
- Panama.

Inga underarter finns listade i Catalogue of Life.